# Ђовинацо
Ђовинацо (итал. Giovinazzo) је насеље у Италији у округу Бари, региону Апулија.
Према процени из 2011. у насељу је живело 19186 становника. Насеље се налази на надморској висини од 17 м.